# Макфэдьен, Мэттью
Дэ́вид Мэ́ттью Макфэ́дьен (англ. David Matthew Macfadyen, род. 17 октября 1974, Грейт-Ярмут, Норфолк) — английский актёр.
Известен своими выступлениями в театре и кино, получил известность благодаря роли мистера Дарси в фильме Джо Райта «Гордость и предубеждение» (2005). Он сыграл роль Тома Вамбсганса в драматическом сериале HBO «Наследники» (2018—2023), за которую получил премию «Эмми», «Золотой глобус» и телевизионную премию BAFTA.

## Биография
Макфэдьен родился в Грейт-Ярмуте, Норфолк. Он сын Мейнир (урожденной Оуэн), учительницы драматического искусства и бывшей актрисы, и Мартина Макфэдьена, инженера-нефтяника. Его дедушка и бабушка по отцовской линии были шотландцами, а дедушка и бабушка по материнской линии — валлийцами. В 17 лет был принят в Королевскую академию драматического искусства. Будучи студентом, он был вдохновлен фильмом Ингмара Бергмана «Фанни и Александр», который, по его мнению, был «примером для подражания — примером того, как люди действуют друг с другом…», и «отличался самой необычной актёрской игрой, которую я когда-либо видел». Уже во время учёбы в Королевской академии драматического искусства в 1992—1995 годах Макфэдьен участвовал в спектаклях и довольно быстро приобрёл известность как театральный актёр.

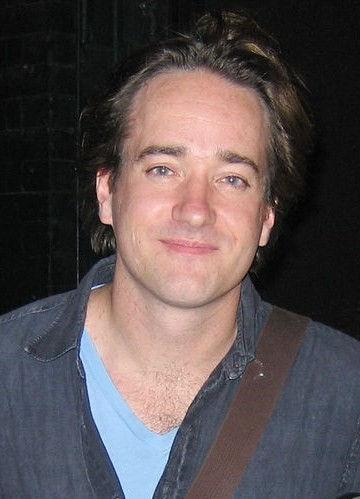
Макфэдьен в 2007 году

Дебютной работой Макфэдьена стала роль в мини-сериале BBC «Грозовой перевал» по одноимённому роману Эмили Бронте, после которой он стабильно продолжает карьеру на телевидении и в кино. За участие в телефильме Secret Life Макфэдьен был номинирован на соискание премии BAFTA в категории «Лучший ТВ-актёр».
В 2005 году Макфэдьен сыграл мистера Дарси в очередной экранизации романа Джейн Остин «Гордость и предубеждение», в 2010 — шерифа Ноттингема в фильме «Робин Гуд». С 2018 года он играет Тома Вамбсганса в драматическом сериале HBO «Наследники». За эту роль он получил номинацию на премию «Эмми» за лучшую мужскую роль второго плана в драматическом телесериале в 2020 году, а также премию British Academy Television Awards за лучшую мужскую роль второго плана в 2022 году.
В 2020 году он сыграл роль майора Чарльза Ингрэма в трехсерийной драме ITV «Викторина», основанной на скандале с шулером в шоу Who Wants to Be a Millionaire? в 2001 году.
В 2023 году Макфэдьен получил роль в фильме «Дэдпул и Росомаха».

## Личная жизнь
С 2004 года Мэттью Макфэдьен женат на актрисе Кили Хоус, с которой он познакомился на съёмках телесериала «Призраки» в 2002 году. У них двое детей — дочь Мэгги (род. 2004) и сын Ральф (род. 2006).

## Фильмография
| Год       |     | Русское название                                  | Оригинальное название                                | Роль                                 |
| --------- | --- | ------------------------------------------------- | ---------------------------------------------------- | ------------------------------------ |
| 1998      | с   | Грозовой перевал                                  | Wuthering Heights                                    | Гэртон Эрншо                         |
| 1999      | с   | Воины                                             | Warriors                                             | рядовой Алан Джеймс                  |
| 2000      | с   | Комнаты смерти: Загадки настоящего Шерлока Холмса | Murder Rooms: The Dark Beginnings of Sherlock Holmes | Уоллер                               |
| 2000      | ф   | Всё возможно, детка                               | Maybe Baby                                           | Найджел                              |
| 2001      | с   |                                                   | Perfect Strangers                                    | Дэниэл Саймон                        |
| 2001      | ф   | Энигма                                            | Enigma                                               | лейтенант Кейв                       |
| 2002—2009 | с   | Призраки                                          | Spooks                                               | Том Куинн                            |
| 2004      | ф   | День расплаты                                     | The Reckoning                                        |                                      |
| 2004      | ф   | В доме моего отца                                 | In My Father's Den                                   | Пол Прайор                           |
| 2005      | ф   | Гордость и предубеждение                          | Pride and Prejudice                                  | мистер Фицуильям Дарси               |
| 2006      | ф   | Мидлтаун                                          | Middletown                                           | Gabriel Hunter                       |
| 2007      | ф   | Грайндхаус                                        | Grindhouse                                           | жертва в трейлере Don't              |
| 2007      | ф   | Смерть на похоронах                               | Death at a Funeral                                   | Дэниэл                               |
| 2008      | с   | Прах к праху                                      | Ashes to Ashes                                       | Джил Холлис                          |
| 2008      | ф   | Фрост против Никсона                              | Frost/Nixon                                          | Джон Бёрт                            |
| 2008      | с   | Крошка Доррит                                     | Little Dorrit                                        | Артур Кленнэм                        |
| 2008      | с   | Мисс Марпл: Карман, полный ржи                    | Оригинальное название неизвестно                     | A Pocket Full of Rye / инспектор Нил |
| 2009      | с   | Энид                                              | Enid                                                 | Хью Поллок                           |
| 2010      | ф   | Робин Гуд                                         | Robin Hood                                           | Шериф Ноттингема                     |
| 2010      | с   | Столпы Земли                                      | The Pillars of the Earth                             | Приор Филипп                         |
| 2011      | ф   | Мушкетёры                                         | The Three Musketeers                                 | Атос                                 |
| 2012      | ф   | Анна Каренина                                     | Anna Karenina                                        | Облонский                            |
| 2012—2016 | с   | Улица потрошителя                                 | Ripper Street                                        | Эдмунд Рид                           |
| 2015      | с   | Призраки Энфилда                                  | The Enfield Haunting                                 | Гай Плейфер                          |
| 2015      | с   | Последнее королевство                             | The Last Kingdom                                     | Лорд Утред                           |
| 2017      | мтф | Говардс-Энд                                       | Howards End                                          | Генри Уилкокс                        |
| 2018      | ф   | Щелкунчик и четыре королевства                    | The Nutcracker and the Four Realms                   | Бенджамин Штальбаум (отец Клары)     |
| 2018—2023 | с   | Наследники                                        | Succession                                           | Том Вамбсганс                        |
| 2024      | ф   | Дэдпул и Росомаха                                 | Deadpool & Wolverine                                 | Парадокс                             |
|           | мтф | Смерть от молнии                                  | Death by Lightning                                   | Шарль Гито                           |